# Steve Cole (Schriftsteller)
Steve Cole (auch Stephen Anthony Cole, geboren 11. September 1971 in Bedfordshire) ist ein britischer Autor von Kinderbüchern und von Science-Fiction.

## Leben
Cole studierte von 1989 bis 1992 Literatur und Film an der University of East Anglia und graduierte mit einem B.A. Er begann im Kinderprogramm des Rundfunksenders BBC und leitete dort ab 1996 die Magazinsendungen für das Vorschulalter. Zwischen 1997 und 1999 schrieb er für die BBC-Science-Fiction-Serie Doctor Who mehrere Folgen sowie eine Anzahl von Novellas. 1999 bis 2002 arbeitete er als Verlagslektor bei Ladybird Books und bei Simon and Schuster Children’s Books. Seitdem ist er als freiberuflicher Schriftsteller tätig.
Cole veröffentlichte 1996 seine ersten Kinderbücher. Er war zeitweise Herausgeber des Kinderillustrierten Noddy magazine. Im Jahr 2005 erfand er den Buchserientitel Astrosaurs, 2007 startete er mit Cows in Action, es folgte Astrosaurs Academy und 2011 Young James Bond. Cole publiziert auch unter den Pseudonymen „Tara Samms“ und „Paul Grice“.
Er lebt mit Frau und zwei Kindern in Buckinghamshire.

## Auszeichnungen
- 2010 Golden Duck Award für Z. Rex in der Kategorie „Eleanor Cameron Award (Middle Grades)“

## Bibliografie
Die Serien sind nach dem Erscheinungsjahr des ersten Teils geordnet.

### Doctor Who
Romane:
- The Apocalypse Element (2000)
- The Vanishing Point (2001)
- The Land of the Dead (2003)
- Gallifrey: Square One (2004)
- Dr Who Gallifrey 2.2 – Spirit (2005)
- Gallifrey 3.1 – Fractures (2006)
- The Company of Friends (2009; mit Alan Barnes und Lance Parkin)

Kurzgeschichten (als Tara Samms):
- Glass (1998, in: Stephen Cole: Doctor Who: Short Trips)
- Totem (1999, in: Stephen Cole: Doctor Who: More Short Trips)
- Monsters (2000, in: Stephen Cole und Jacqueline Rayner: Doctor Who: Short Trips and Side Steps)
- Distance (2003, in: Jacqueline Rayner (Hrsg.): Short Trips: Companions)
- Face-Painter (2003, in: John Binns (Hrsg.): Short Trips: A Universe of Terrors)
- MELPOMENE: Mordieu (2003, in: Jacqueline Rayner (Hrsg.): Short Trips: Companions)
- Evergreen (2004, in: Paul Cornell (Hrsg.): Short Trips: A Christmas Treasury)
- Separation (2004, in: John Binns (Hrsg.): Short Trips: A Universe of Terrors)
- Angel (2005, in: David Bailey (Hrsg.): Short Trips: Seven Deadly Sins)
- The Final Darkness (2006, in: Jacqueline Rayner (Hrsg.): The Sycorax)
- The Hero Factor (2006, in: Jacqueline Rayner (Hrsg.): The Doctor)
- We Can’t Stop What Is Coming (2019, in: Doctor Who: The Target Storybook; als Steve Cole)

Doctor Who New Series
- 2 The Monsters Inside (2005)
- 8 The Feast of the Drowned (2006)
- 11 The Art Of Destruction (2006)
- 13 Sting of the Zygons (2007)
- 63 Combat Magicks (2018; als Steve Cole)

The Darksmith Legacy:
- 5 The Vampire of Paris (2009)

Professor Bernice Summerfield
- 3 Professor Bernice Summerfield and the Gods of the Underworld (2001)

Bernice Summerfield Audios:
- The Dance of the Dead (2002)
- The Plague Herds of Excelis (2002)
- The Relics of Jegg-Sau (2004)

Doctor Who BBC 8th Doctor
- 30 Parallel 59 (2000; mit Natalie Dallaire)
- 36 The Ancestor Cell (2000; mit Peter Anghelides)
- 44 Vanishing Point (2001)
- 65 Timeless (2003)
- 72 To the Slaughter (2005)

Doctor Who BBC Past Doctors
- 41 The Shadow in the Glass (2001; mit Justin Richards)
- 54 Ten Little Aliens (2002)

Sarah Jane Smith (Hörbücher)
- The Glittering Storm (2007)
- The Ghost House (2008)

Doctor Who (Telos) Novellas
- 12 Frayed (2003; als Tara Samms)

Iris Wildthyme (Kurzgeschichten)
- Only Living Girls (2009, in: Stuart Douglas und Paul Magrs (Hrsg.): Iris Wildthyme and the Celestial Omnibus; als Steve Cole)

Iris Wildthyme Audio:
- Devil in Ms. Wildthyme (2005)

Short Trips (Anthologien)
- Doctor Who: Short Trips (1998)
- Doctor Who: Short Trips and Side Steps (2000; mit Jacqueline Rayner)

Original Audiobooks (Big Finish)
- Gallifrey 3.1: Fractures (2006)

Doctor Who Files
- 4 The Sycorax (2006)
- The Doctor (2006)

### Astrosaurier (als Steve Cole)
- 1 Riddle of the Raptors (2005)
  - Deutsch: Astrosaurier 1 – Die Rache der Raptoren. Übersetzt von Andrea Wandel und Wieland Freund. Arena, Würzburg 2015, ISBN 978-3-401-60088-8.
- 2 The Hatching Horror (2005)
  - Deutsch: Astrosaurier 2 – Das Höllenmonster aus dem Ei. Übersetzt von Andrea Wandel und Wieland Freund. Arena, Würzburg 2015, ISBN 978-3-401-60089-5.
- 3 The Seas of Doom (2005)
  - Deutsch: Astrosaurier 3 – Angriff der Tiefsee-Echse. Übersetzt von Andrea Wandel und Wieland Freund. Arena, Würzburg 2015, ISBN 978-3-401-60100-7.
- 4 The Mind-swap Menace (2005)
  - Deutsch: Astrosaurier 4 – Gefährliche Transformer-Falle. Übersetzt von Andrea Wandel und Wieland Freund. Arena, Würzburg 2016, ISBN 978-3-401-60130-4.
- 5 The Skies of Fear (2006)
- 6 The Space Ghosts (2006)
- 7 Day of the Dino-droids (2006)
- 8 The Terror-bird Trap (2006)
- 9 Teeth of the T-Rex (2007, Kurzroman)
- 10 The Planet of Peril (2007)
- 11 The Star Pirates (2007)
- 12 The Claws of Christmas (2007)
- 13 The Sun-snatchers (2008)
- 14 Revenge of the Fang (2008)
- 15 The Carnivore Curse (2009)
- 16 The Dreams of Dread (2009)
- 17 The Robot Raiders (2010)
- 18 The Twist of Time (2010)
- 19 The Sabre-Tooth Secret (2011)
- 20 The Forest of Evil (2011)
- 21 Earth Attack! (2011)
- 22 The T. Rex Invasion (2012)
- 23 The Castle of Frankensaur (2012)
- Astrosaurs Vs Cows in Action: The Dinosaur Moo-tants (2013)
- Megabookasaurus! (2009, Sammelausgabe)
- Astrosaurs: 4 Book Set (Sammelausgabe von 1–4; 2012, Sammelausgabe)

Astrosaurs Academy
- Contest Carnage! (2008)
- Destination Danger! (2008)
- Terror Underground! (2008)
- Christmas Crisis! (2009)
- Deadly Drama! (2009)
- Jungle Horror! (2009)
- Volcano Invaders! (2010)

### Serien
Alien Pop-ups
- Cars on Mars (1997)
- Mucky Martians (1997)
- School on Saturn (1997)

Microsoap Storybook
- 1 My Dad Is an Armed Robber! (1999)
- 2 Lodgers from Hell (1999)

Thunderbirds
- Thunderbirds International Rescue Annual 2003 (2002)
- Thunderbirds Agent’s Annual (2003)

The Wereling
- 1 Wounded (2003)
- 2 Prey (2004)
- 3 Resurrection (2004)

Koala Brothers
- Josie’s Big Jump (2004)
- A Letter for George (2004)
- Sea Captain Ned (2004)
- Thirsty Penguin (2004)

Thieves Like Us
- 1 Thieves Like Us (2006) (deutsch: „Snakerrot“, 2012)
- 2 The Aztec Code (2007; auch: Thieves Till We Die) (deutsch: Aztec Code, 2012)
- 3 The Bloodline Cipher (2008) (deutsch: Bloodline, 2013)

Beast Quest (unter dem Verlagspseudonym Adam Blade)
- 1 Ferno the Fire Dragon (2007)
- 5 Nanook the Snow Monster (2007; auch: Tartok the Ice Beast)
- 6 Epos the Flame Bird (2007, Roman; auch: Epos the Fire Bird, 2010; auch: Epos the Winged Flame, 2008)

Genie Us (als Steve Cole, mit Linda Chapman)
- 1 Genie Us! (2008; auch: Be a Genie in Six Easy Steps, 2009)
  - Deutsch: Dschinn : Das Geheimnis der Wunderlampe. Übersetzt von Knut Krüger. cbj, München 2008, ISBN 978-3-570-13495-5.
- 2 Genie and the Phoenix (2009; auch: The Last Phoenix, 2010)

Z Trilogy / The Hunting (als Steve Cole)
- 1 Z. Rex (2009)
- 2 Z. Raptor (2011)
- 3 Z. Apocalypse (2011)

Secret Agent Mummy (als Steve Cole, mit Fréderic Bertrand (Ill.))
- 1 Secret Agent Mummy (2014)
  - Deutsch: Spezial-Agent Mumie – schief gewickelt. Übersetzt von Christoph Jehlicka. cbj, München 2015, ISBN 978-3-570-15982-8.
- 2 The Cleopatra Case (2015)
  - Deutsch: Spezial-Agent Mumie – Kleopatra total von der Rolle. Übersetzt von Christoph Jehlicka. cbj, München 2015, ISBN 978-3-570-15983-5.
- 3 The Hieroglyphs of Horror (2016)
  - Deutsch: Spezial-Agent Mumie – mit harten Bandagen. Übersetzt von Christoph Jehlicka. cbj, München 2016, ISBN 978-3-570-15984-2.

Young Bond (James-Bond-Romane für Jugendliche; als Steve Cole)
- 1 Young Bond: Shoot to Kill (2014)
  - Deutsch: Young Bond – der Tod stirbt nie. Übersetzt von Leo H. Strohm. FISCHER KJB, Frankfurt am Main 2015, ISBN 978-3-7373-4014-4.
- 2 Young Bond: Heads You Die (2016)
  - Deutsch: Young Bond – Tod oder Zahl. Übersetzt von Leo H. Strohm. FISCHER KJB, Frankfurt am Main 2017, ISBN 978-3-7373-4016-8.
- 3 Young Bond: Strike Lightning (2016)
  - Deutsch: Young Bond – Schneller als der Tod. Übersetzt von Leo H. Strohm. FISCHER KJB, Frankfurt am Main 2018, ISBN 978-3-7373-4017-5.
- 4 Young Bond: Red Nemesis (2017)
  - Deutsch: Young Bond – Rot wie Rache. Übersetzt von Leo H. Strohm. FISCHER KJB, Frankfurt am Main  2019, ISBN 978-3-7373-4019-9.

Adventure Duck (als Steve Cole)
- 1 Adventure Duck vs Power Pug (2019)
- 2 Adventure Duck vs the Armadillo Army (2019)
- 3 Adventure Duck vs the Wicked Walrus (2020, Kurzroman)

### Einzelromane
- Thieves Till We Die (2007)
- Senseless (2017; als Steve Cole)

### Kurzgeschichten
2001:
- Fitz Kreiner and the Onion Doom (2001, in: Mark Phippen und J. Shaun Lyon (Hrsg.): Missing Pieces)
- Interlude (2001, in: Kereth Cowe-Spigai und Patrick Neighly (Hrsg.): Lifedeath; mit Peter Anghelides)

2005:
- Beguine (2005, in: Paul Magrs (Hrsg.): Wildthyme on Top)

2016:
- Monstar and the Haunted House (2016; als Steve Cole)

### Sonstiges
Tie-ins zu Filmen und Fernsehserien
- Walking with Dinosaurs: Photo Journal (2000)
- Walking with Dinosaurs Sticker Book (2000)
- Charlie’s Angels: Action File (2001)
- Here’s Looking At Us (2002)
- The Incredibles Essential Guide (2004)
- Shrek: The Essential Guide (2004)
- Voyage to the Planets Mission Report (2004)
- Madagascar (2005)
- Magic Ink (2013; als Steve Cole, mit Jim Field (Ill.))
  - Deutsch: Master of heroes. Illustrationen von Jim Field. Übersetzt von Clarissa A. Novak. Loewe, Bindlach 2014, ISBN 978-3-7855-8049-3.

Bilderbücher
- Alien Olympics (Alien Pop-ups) (1997)
- Journey into Space (1999)
- Seaside Splash (1999)
- Allosaurus! (2001)
- Walking with Beasts: Survival! (2001)